# Loving, Novi Meksiko
Loving je selo u okrugu Eddyju u američkoj saveznoj državi Novom Meksiku. Prema popisu stanovništva SAD 2000. u ovdje je živjelo 1.326 stanovnika. 

## Zemljopis
Nalazi se na 32°17′8″N 104°5′48″W / 32.28556°N 104.09667°W (32.285417, -104.096720). Prema Uredu SAD-a za popis stanovništva, zauzima 2,9 km2 površine, sve suhozemne.

## Stanovništvo
Prema podatcima popisa 2000. u Lovingu bilo je 1326 stanovnika, 441 kućanstvo i 339 obitelji, a stanovništvo po rasi bili su 57,69% bijelci, 0,30% afroamerikanci, 1,58% Indijanci, 36,88% ostalih rasa, 3,54% dviju ili više rasa. Hispanoamerikanaca i Latinoamerikanaca svih rasa bilo je 78,28%.